# Васильєв Федір Олександрович
Фе́дір Олекса́ндрович Васи́льєв (рос. Фёдор Александрович Васильев; 10 [22] лютого 1850, Гатчина, Російська імперія — 24 вересня [6 жовтня] 1873, Ялта) — російський живописець-пейзажист.

## Біографія
Народився 10 [22] лютого 1850 року в місті Гатчині (нині Ленінградська область, Росія) в сім'ї дрібного поштового чиновника. З раннього дитинства проявляв здібності і інтерес до малювання. Протягом 1865—1867 років навчався у Малювальній школі Товариства заохочення мистецтв в Петербурзі, одночасно суміщав заняття в школі вечорами з роботою у реставратора з Петербурзької академії мистецтв Петра Соколова. До закінчення навчання Васильєв увійшов в середовище відомих художників, особливо зближувався з Іваном Крамським і Іваном Шишкіним, з яким згодом навіть поріднився.

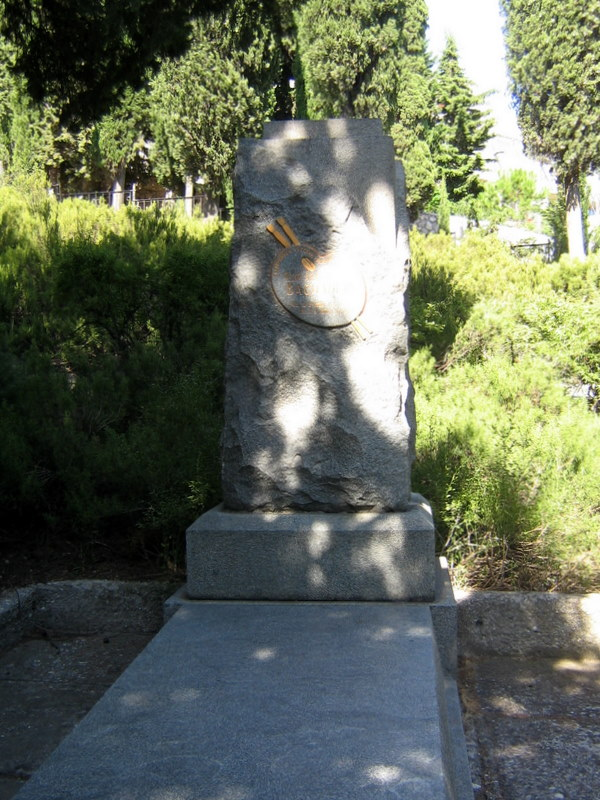
Надгробок.

Мешкав в основному в Санкт-Петербурзі. Здійснив поїздки у 1867 році разом з Іваном Шишкіним на острів Валаам, де виконав низку замальовок та етюдів острова; у 1869 році — у село Знаменське Тамбовської губернії і село Хотінь Харківської губернії. У 1870 році разом з художниками Іллею Рєпіним і Євгеном Макаровим подорожував Волгою, де виконав численні замальовки (частина зберігається у Державному Російському музеї і Державній Третьяковській галереї), етюди.
Взимку 1870 року сильно простудився, у нього виявився туберкульоз. За пропозицією графа Павла Строганова провів літо 1871 року в його маєтках в Харківській і Воронізькій губерніях, але так і не вилікувався. Товариство заохочення мистецтв дало йому засоби для поїздки до Криму. Ще до від'їзду був зарахований учнем добровольцем Петербурзької академії мистецтв і отримав звання художника першого ступеню з умовою витримати іспит з наукового курсу.
Протягом 1871—1873 років мешкав і працював у Криму. 1873 року отримав від Академії мистецтв звання почесного вільного общника. Помер від сухот в Ялті 24 вересня [6 жовтня] 1873 року. Могила знаходиться в Ялті на Полікурівському меморіалі. 1879 року на могилі встановлений пам'ятник. У 1963 році, до 90-х роковин зі дня смерті художника, пам'ятник замінили новим (скульптор — Лідія Ушакова, архітектор — М. Санич) — бронзове погруддя митця (не збереглося) на високому трапецієподібному п'єдесталі із діориту. На п'єдесталі — рельєфне зображення палітри.

## Творчість
Працював у галузі станкового живопису. Написав пейзажі:
- «Сільський двір» (1867, Державний Російський музей);
- «У церковній огорожі» (1867, Державний Російський музей);
- «Пейзаж. Парголово» (1868, Саратовський художній музей);
- «Сільська вулиця» (1868, Третьяковська галерея);
- «Повернення стада» (1868, Третьяковська галерея);
- «Після грози» (1869, Третьяковська галерея);
- «Літній спекотний день» (1869, Третьяковська галерея);
- «Після дощу» (1869, Третьяковська галерея);
- «Пейзаж із коровою» (1869, Державний Російський музей);
- «Осінь» (1869, Національний музей «Київська картинна галерея»);
- «Пейзаж із хатинами» (1869);
- «Захід на ставку» (Третьяковська галерея);
- «Зоря в Петербурзі» (Державний Російський музей);
- «Після дощу» (Державний Російський музей);
- «Перед грозою» (Нижньогородський художній музей);
- «Перед дощем» (1869, Третьяковська галерея);
- «Ілюмінація в Петербурзі» (1869, Третьяковська галерея);
- «Дорога в березовому лісі» (Третьяковська галерея, не закінчено);

твори за матеріалами поїздки Волгою
- «Вид на Волзі. Баржі» (1870, Державний Російський музей);
- «Бухта» (1871, Третьяковська галерея);
- «Волзькі лагуни» (Третьяковська галерея, не закінчено);
- «Селянська сім'я у баркасі»;
- «Відлига» (1871, Третьяковська галерея; премія Товариства заохочення мистецтв за 1871 рік; повтор — Державний Російський музей);

роботи виконані в Криму
- «Мокрий луг» (1872, Третьяковська галерея);
- «Покинутий млин» (1872—1873, Третьяковська галерея, сепія — Державний Російський музей, не закінчена);
- «Ериклік» (1872);
- «Пейзаж. Осінь»/«Болото в лісі. Осінь» (Державний Російський музей, не закінчена);
- «У Криму. Після дощу» (Третьяковська галерея);
- «Дорога в Криму»;
- «Біля джерела»;
- «Вечір в Криму» (Третьяковська галерея);
- «Прибій хвиль» (Третьяковська галерея);
- «Зима в Криму» (Пермська державна художня галерея);
- «У Кримських горах» (1873, Третьяковська галерея; премія Товариства заохочення мистецтв за 1873 рік).

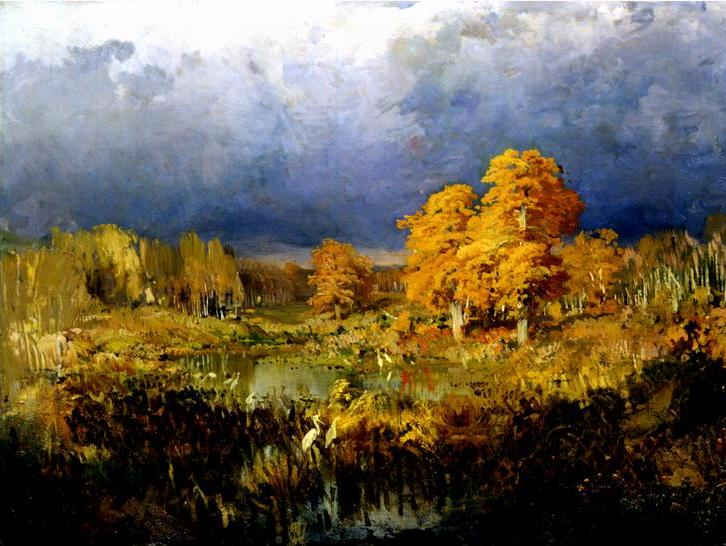
«Болото в лісі»
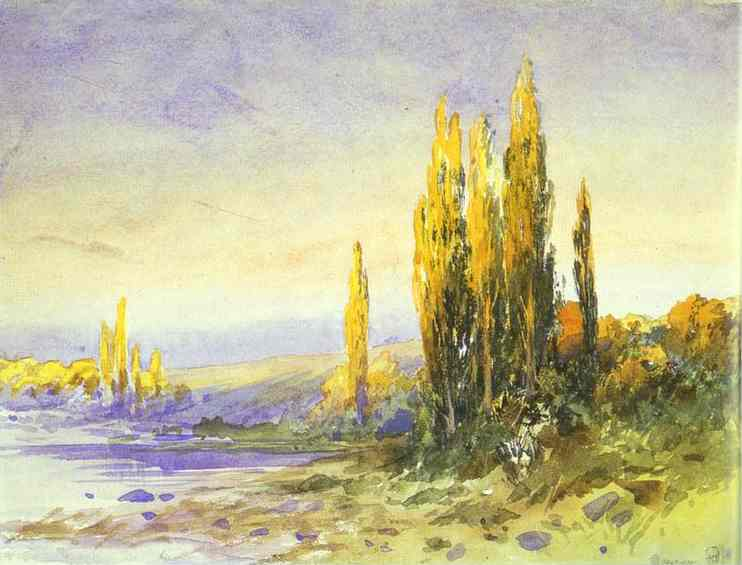
«Тополі»
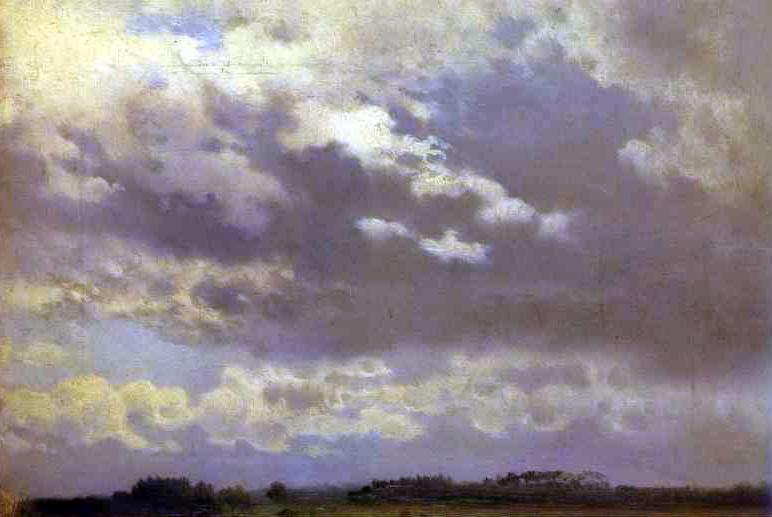
«Хмари»
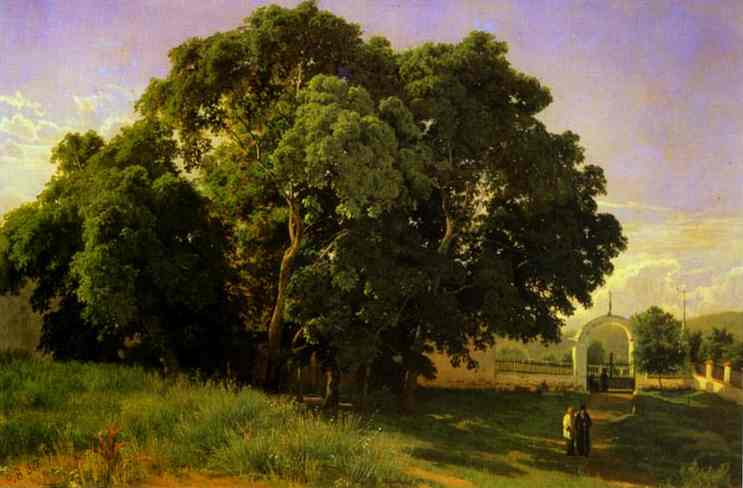
«Біля Церкви»
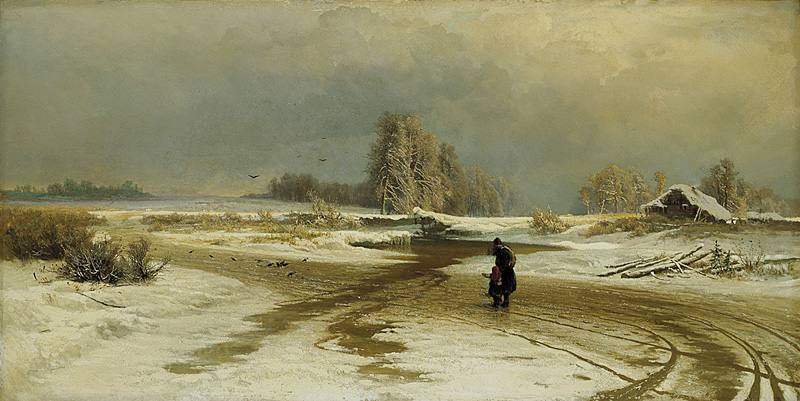
«Відлига»
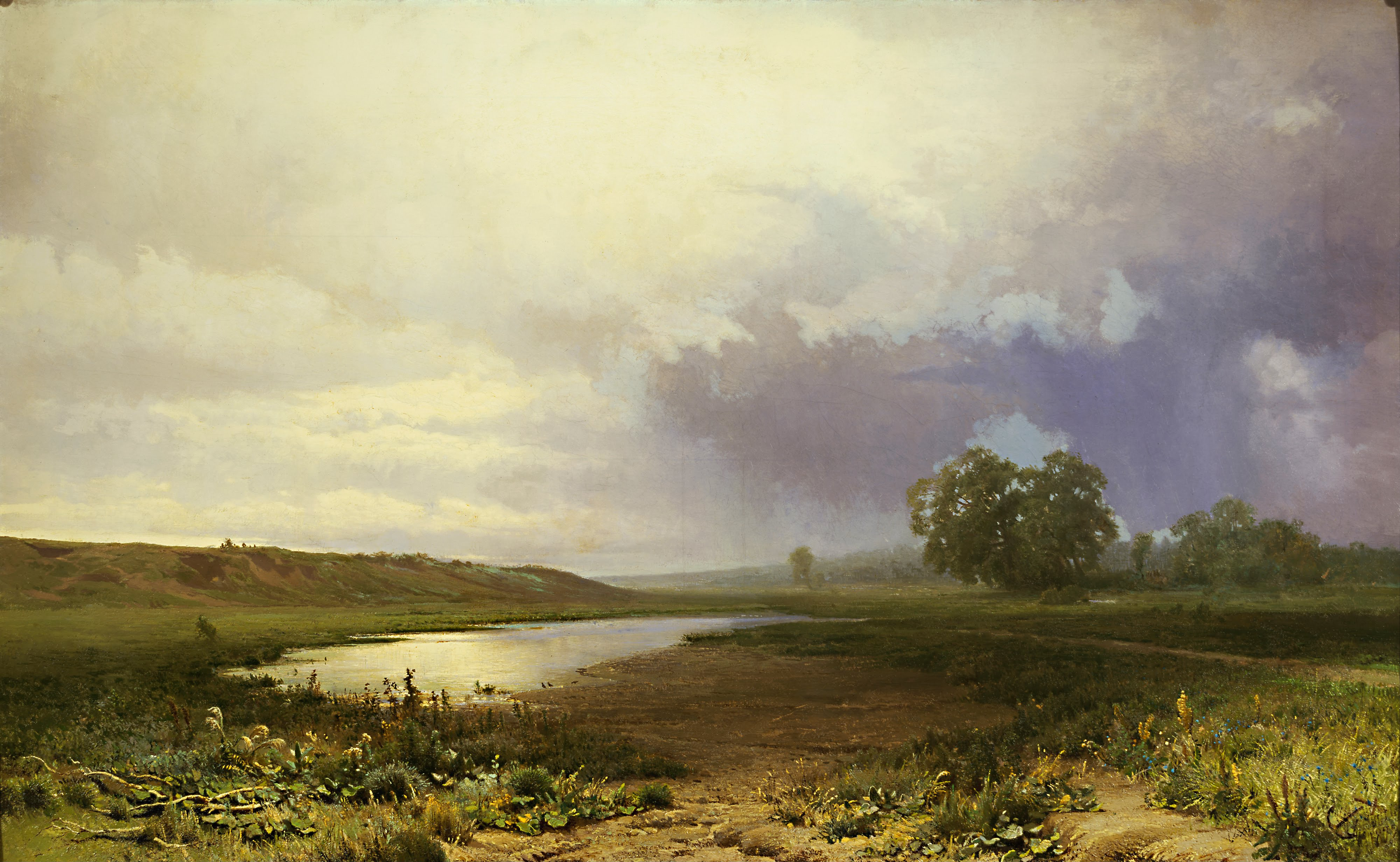
«Мокрий луг»
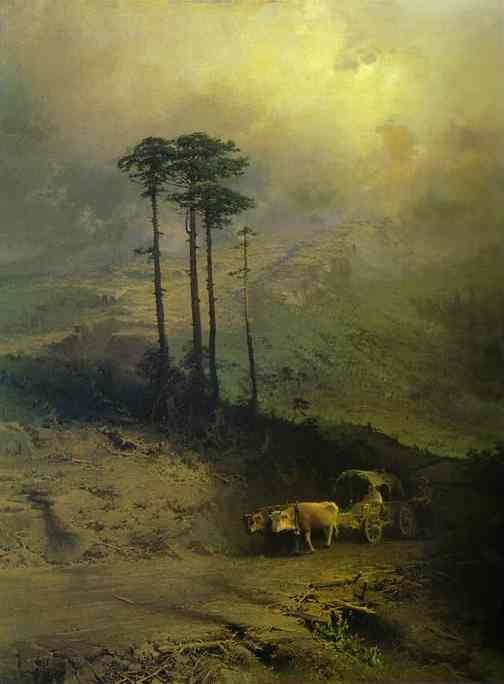
«У Кримських горах»

Також відомий автопортрет, який зберігається у Третьяковській галереї.
Крім живописних творів спадщина художника включає також безліч малюнків і акварелей (три альбоми його малюнків зберігаються в Державному Російському музеї, окремі малюнки — в Державній Третьяковській галереї, Державному Російському музеї та інших музеях.
Роботи художника експонувалися на виставці у Лондоні у 1872 році, всесвітній виставці у Парижі у 1878 році та інших. Виставки його творів відбулися в 1874 і 1899 роках у Санкт-Петербурзі.

## Вшанування
| Ювілейна монета. |
| Погруддя в Ялті. |

- Два портрети художника написав Іван Крамськой (обидва — 1871, Третьяковська галерея)[3];
- Ім'я Федора Васильева присвоєне Ялтинській дитячій художній школі[5];
- У 1960 році, до 110-річчя з дня народження митця, в Ялті на вулиці Київській в районі будинків № 10, 12 на прямокутному постаменті із діориту встановлене бронзове погруддя художника (скульптор Микола Савицький, архітектор Петро Старіков)[6], також у місті на його честь названа вулиця;
- У 1975 році Пошта СРСР випустила серію поштових марок із репродукціями картин Федора Васильєва та портретом художника роботи Івана Крамського;
- У місті Гатчині встановлена бронзова меморіальна дошка з барельєфом художника[2];
- До 150-річчя із дня народження художника 22 лютого 2000 року Банк Росії випустив ювілейну монету «Федор Васильев» номіналом 2 рублі у серії «Видатні особистості Росії» на якій зображений портрет художника і фрагмент картини «Відлига».